# Corallodiscus conchifolius
Corallodiscus conchifolius är en tvåhjärtbladig växtart som beskrevs av Alexander Feodorowicz Batalin. Corallodiscus conchifolius ingår i släktet Corallodiscus och familjen Gesneriaceae. Inga underarter finns listade i Catalogue of Life.